# 建六
人马座υ，中文星官名建六 ，佛兰斯蒂德命名法为人马座46，是一个位于人马座的分光双星系统。人马座υ是一个典型的缺氢双星（hydrogen-deficient binary，HdB）系统，目前发现的类似天体仅有四对。缺氢双星不寻常的光谱也使得很难对人马座υ进行光谱分型。
主星人马座υA可能是一颗A型超巨星。它的半径估计为60太阳半径，质量估计在1-13个太阳质量之间。人马座υA是一颗不规则变星（即恒星光谱为A型），视星等在+4.51 - +4.65之间变化，光变周期约为20天，平均视星等为+4.52。
伴星人马座υB的质量比主星大，但在可见光频率范围内非常昏暗，无法使用光学望远镜观测。它可能是一颗O型或B型主序星矮星，并已经从主星摄取了大量的物质，现在质量估计在3-11太阳质量。
这个双星系统的轨道周期为137.939天，距离地球约1672光年，预计人马座υ将会以超新星的形式结束生命。